# Ottavio Ferrari
Ottavio Ferrari (Milano, 20 maggio 1607 – Padova, 8 marzo 1682) è stato un archeologo, filologo e bibliotecario italiano.

## Biografia
Figlio di Giulio e Bianca Bariola, perse giovanissimo il padre e fu educato dallo zio Francesco Bernardino Ferrari. Questi era un collaboratore di Federico Borromeo, per conto del quale seguiva la creazione della Biblioteca Ambrosiana.
Nel 1617 Ferrari entrò nel seminario di Milano dove studiò latino e greco accanto a filosofia e teologia. Le sue capacità gli valsero la stima del cardinale Federico che lo fece nominare al seminario insegnante di retorica nel 1629. Nel 1631 divenne professore di eloquenza.
Nel 1634 si trasferì all'Università degli Studi di Padova per la cattedra di Umanità latina e nel 1639 ottenne anche quella di Umanità greca. Qui tra i suoi allievi si ricorda Francesco Sparavieri dotto giureconsulto e letterato di Verona, noto per le sue Castigationes ad Apologiam Thomæ Mazzæ et adversus responsiones Maccedi.
A Padova pubblicò i suoi lavori e divenne membro della Accademia dei Ricoverati. Dal 1646 al 1663 fu anche direttore della Biblioteca universitaria di Padova.

## Opere
- (LA) Ottavio Ferrari, Octavii Ferrarii De Re Vestiaria Libri Tres, Patavii, typis Pauli Frambotti, 1642. URL consultato il 9 giugno 2019.
- (LA) Ottavio Ferrari, Origo et stemma gentis Martinenghae, Patavii, typis Petri Mariae Frambotti, 1671. URL consultato il 9 giugno 2019.
- (LA) Ottavio Ferrari, Origines linguae italicae, Patavii, typis Petri Mariae Frambotti, 1676. URL consultato il 9 giugno 2019.
- (LA) Ottavio Ferrari, Octavii Ferrarii Electorum libri duo. Accesserunt epistolae & inscriptiones, Patavii, typis Petri Mariae Frambotti, 1679. URL consultato il 9 giugno 2019.